# Ян Козак (футболіст, 1980)
Ян Козак (словац. Ján Kozák, нар. 22 квітня 1980, Кошиці, Словаччина) — словацький футболіст, півзахисник «Тімішоари» та національної збірної Словаччини.

## Біографія

### Клубна кар'єра
Ян Козак розпочав свої футбольні кроки в місцевій команді крайового центру-міста Кошиці, але незважаючи на чемпіонський титул 1998 року, не маючи стабільного місця в основі, молодий Ян спробував свої сили в бельгійському чемпіонаті, але виступи за «Локерен» йому не заладилися, тому він перейшов до ближнього футбольного турніру, але й Прага не була заслива для нього, тому через два сезони він покинув «Славію». Повернення додому було тріумфальним, адже за сім сезонів Козак тричі ставав чемпіоном Цорґонь ліги та двічі став срібним призером і раз заволодів Кубком Словаччини з футболу. Цей словацький період його кар'єри був ознаменований виступами за рідні «Кошиці», нового лідера словацького футболу «Артмедію Петржалка (Братислава)», а також «Слован (Братислава)». Успішні виступи Яна привернули увагу скаутів європейських, тому в 2006 році він подався в оренду до Англії в «Вест Бромвіч Альбіон», а вже сезон 2009-2010 він закінчував в «Тімішоарі».

### Збірна
Ян Козак дебютував за національну команду 30 листопада 2004 року у товариському матчі проти збірної Угорщини.

## Досягнення
Гравець
- Чемпіон Словаччини (3):

«Кошиці»: 1997/98
«Петржалка»: 2004/05, 2007/08
- Володар Кубка Чехії (1):

«Славія»: 2001/02
- Володар Кубка Словаччини (3):

«Петржалка»: 2003/04, 2007/08
«Слован»: 2008/09
- Володар Суперкубка Словаччини (3):

«Кошиці»: 1997
«Петржалка»: 2005
«Слован»: 2009
Тренер
- Чемпіон Словаччини (1):

«Слован»: 2019/20
- Володар Кубка Словаччини (1):

«Слован»: 2019/20